# Denemarken op het Eurovisiesongfestival 1983
Denemarken werd op het Eurovisiesongfestival 1983 vertegenwoordigd door zanger Gry Johansen, met het lied Kloden drejer.

## Finale
De Dansk Melodi Grand Prix, gehouden in de DR-televisiestudio's in Kopenhagen, werd gepresenteerd door Jørgen Mylius. Tien artiesten namen deel. De winnaar werd gekozen door 5 regionale jury's.
| Volgorde | Artiest                          | Lied                        | Punten | Plaats |
| -------- | -------------------------------- | --------------------------- | ------ | ------ |
| 1        | Søren Launbjerg                  | "Mennesker mødes"           | 36     | 4      |
| 2        | John Hatting                     | "Stjernerne er drevet bort" | 30     | 5      |
| 3        | Snapshot                         | "Gi'r du et knus"           | 50     | 2      |
| 4        | Vivian Johansen & Los Valentinos | "Fred"                      | 19     | 8      |
| 5        | Merete Ruud-Hansen               | "Hen over engen"            | 23     | 6      |
| 6        | Kate & Per                       | "Sesam, luk dig op"         | 37     | 3      |
| 7        | Kirsten Siggaard                 | "Elske"                     | 22     | 7      |
| 8        | Joy                              | "Hvor går livet hen"        | 5      | 10     |
| 9        | Gry Johansen                     | "Kloden drejer"             | 60     | 1      |
| 10       | Roberto                          | "Aldrig igen"               | 17     | 9      |

## In München
Denemarken moest tijdens het festival aantreden als 15de, na Duitsland en voor Israël. Aan het einde van de puntentelling bleek dat Johansen op een 17de plaats was geëindigd met 16 punten.
België en Nederland hadden geen punten over voor deze inzending.

### Gekregen punten

#### Finale
| 12 punten | 10 punten | 8 punten | 7 punten                       | 6 punten  |
| --------- | --------- | -------- | ------------------------------ | --------- |
|           |           |          | - Zweden                       |           |
| 5 punten  | 4 punten  | 3 punten | 2 punten                       | 1 punt    |
|           | - Spanje  |          | - Cyprus - Verenigd Koninkrijk | - Turkije |

### Punten gegeven door Denemarken

#### Finale
Punten gegeven in de finale:
| 12 punten | Joegoslavië         |
| 10 punten | Zweden              |
| 8 punten  | Noorwegen           |
| 7 punten  | Israël              |
| 6 punten  | Oostenrijk          |
| 5 punten  | Verenigd Koninkrijk |
| 4 punten  | Nederland           |
| 3 punten  | Duitsland           |
| 2 punten  | Luxemburg           |
| 1 punt    | Cyprus              |

1957 · 1958 · 1959 · 1960 · 1961 · 1962 · 1963 · 1964 · 1965 · 1966 · 1967-1977 · 1978 · 1979 · 1980 · 1981 · 1982 · 1983 · 1984 · 1985 · 1986 · 1987 · 1988 · 1989 · 1990 · 1991 · 1992 · 1993 · 1994 · 1995 · 1996 · 1997 · 1998 · 1999 · 2000 · 2001 · 2002 · 2003 · 2004 · 2005 · 2006 · 2007 · 2008 · 2009 · 2010 · 2011 · 2012 · 2013 · 2014 · 2015 · 2016 · 2017 · 2018 · 2019 · 2020 · 2021 · 2022 · 2023 · 2024 · 2025